# 광우
광우(?~)는 대한민국에서 활동하는 대한불교조계종 소속의 승려이다. 현재 해인총림 해인사 상임포교사이다.

## 경력
경력은 다음과 같다.
- 1999년 해인사로 출가해 궁현 스님을 은사로 사미계
- 2008년 직지사에서 비구계를 수계
- 조계사, 봉은사, 길상사, 화계사 불교대학에서 강의
- BTN프로그램 ‘소중한 나 무한행복(소나무)’를 진행
- BBS불교방송라디오 ‘오늘도 두근두근 광우입니다’를 진행
- BBS불교방송라디오 ‘복 짓는 공덕 광우/자용입니다’를 진행